# Estils flamencs
Els estils flamencs són els diferents estils de la música i la dansa típiques de la regió d'Andalusia. Són caracteritzats per un estil apassionat i expressiu, amb moviments ràpids i precisos de cames i mans, i música rítmica i melodiosa. Els estils flamencs formen part de la rica i diversa tradició del flamenc, que és una part important de la cultura andalusa i una expressió artística molt apreciada arreu del món.
A dins de la música flamenca, es poden distingir diversos estils, "pal" o "canya", que tenen unes característiques harmòniques i rítmiques determinades. Quan parlem de "falsets", entenem la variació melòdica que executa el guitarrista entre copla i copla del cantant, guardant les regles rítmiques i harmòniques del toc. Quan s'escrigui "per dalt", parlem dels acords de "La menor", "Sol major", "Fa major" i "Mi major". Quan s'escrigui "pel mig", parlem dels acords de "Re menor", "Do major", "Si bemoll major" i "La major"

## Soleá
La "Soleá" o "Soleares" és un dels estils més importants del flamenc. Aquesta es desenvolupa en un compàs bàsic de 3 per 4 i és un cant amb copla de tres o quatre versos octosíl·labs amb rima consonant o assonant. En aquest cant es descobreix el coneixement i el valor del bon "cantaor", que es veu obligat a posseir unes innates facultats i un coneixement del compàs indiscutible. Sobre la guitarra, és important forçar un compàs molt exacte, el qual obliga a forçar més al compositor a l'hora de confeccionar un falset. L'origen del Soleares no està ben determinat, ja que es tracta d'un dels estils més cimentats en diverses poblacions andaluses. Però, anant a buscar als primers que coneixien i cantaven aquest estil, tot indica que es va originar en les províncies de Cadis i en els seus ports. Posteriorment, també Còrdova va ser una gran font de "soleareros" amb les seves caigudes i estils propis. Com a dada curiosa, antigament, quan les "Soleares" les ballava una dona se les deia "Gelianas" i quan era un home "Jaleos".

## Les Alegríes
Les "Alegrias" són de la mateixa quadratura musical que les "Soleás". Aquestes són de caràcter alegre, amb un toc lleuger i ritme energètic. L'estil, per l'exactitud del compàs, precisa una gran varietat de matisos, així com posseir una gran desimboltura digital. Sempre s'executen en to major (la o mi major per dalt o per baix) i en compàs 3 per 4. El seu origen prové de Cadis, i tenien una estreta relació amb les jotes de la zona i eren designades amb els noms de "Jaleos" o "Cantes por Fiestas". Durant la seva evolució s'han anat produint variacions i han estat influenciades estilísticament segons el lloc i segons cada generació. També van anomenar-se "Cantiñas", i va haver-hi més proximitat amb la "Soleá" sota la influència gitana. És llavors quan va quedar introduïda definitivament dins del flamenc, passant a ser més popular i conegut amb el nom "d'Alegries". Altres estils que es desprenen d'aquesta denominació serien, a la forma ballable: "La Rosa", "Alegrías de baile"; i a la forma cantable: "Las Romeras", "Mirabrás" i "Caracoles".

## La Seguiriya
La "Seguiriya" és trista, anguniosa, dolorida i un sense fi d'adjectius per tal de descriure l'ànsia d'independència que van patir gent no forçosament gitana. Primerament va ser ballable, però més tard també es cantava. L'estructura del ritme va inclosa en el compàs compost de 3 per 4, 6 per 8. Es toquen "pel mig", un semitò entre La major - Si bemoll major, sent la tònica de Re menor. Algunes variacions serien: les "Serranas" (per dalt tònica en La menor i un semitò entre Mi major – Fa major) i les "Cabales" (La major – Mi sèptima – Re major). Gran part de la seva execució (per a guitarra) es fa amb el dit gros. Aquesta, junt amb la "Soleá", podem afirmar que són les més altes representacions de l'art i l'estil flamenc, ja que d'elles, junt amb el fandango, han derivat la majoria dels estils flamencs.

## La Bulería
Les "Bulerías" són les més difícils, tot i que hi poden haver "Falsetes" més fàcils i altres de més difícils. Normalment, està en compàs 3 per 8 i tant es toca pel mig (to Re menor, semitò La – Si bemoll), com per dalt (to La menor, semitò Mi – Fa), però per la seva gran versatilitat també es toca en tons diferents i s'executen d'una forma més senzilla. Actualment s'utilitzaven per "aflamencar" cançons d'aquella època. Avui en dia la "Buleria" posseeix una personalitat pròpia i ha passat a ser un dels puntals de l'estil flamenc.

## El Tiento
El "Tiento" és profundament melòdic dintre del seu particular ritme i el seu compàs és de 2 per 4 i s'interpreta en el to de Re menor (denominat "por medio") i en La menor. En aquest to i amb una diferenciació en el cantant, existeix l'estil denominat "Marianas". Aquest es balla i es canta. En comparació amb els altres estils del flamenc, podríem dir que la seva aparició és molt recent. No ha aconseguit tanta importància. El "Tiento" és procedent del tango (no l'argentí), portant el mateix compàs però molt més solemne i lent. Quasi podem assegurar que el "Tiento" i el tango formen una parella inseparable. Normalment, tant en el solo de guitarra com en el cant, es comença pel "Tiento" i s'acaba pel tango.

## Els Fandangos
Les tonalitats del "Fandango" són dues: La menor (per dalt) i Re menor (pel mig). Aquest to no està subjectat a cap ritme, és ad libitum, encara que si es desitja es pot donar un aire compassat similar al "Fandango" de Huelva. L'inici d'aquest estil se suposa que és un antic ball espanyol o dansa, a tres temps i amb vivesa enardida. Posteriorment va sorgir la denominació de "Fandanguillo". El "Fandango" és general en tot Espanya. A Andalusia s'hi troba una gran influència d'estils, concretament tres: el "Fandango" natural, "Fandango" de Huelva i "Fandango por Verdiales". Al seu torn en deriven les "Granainas", "Malaguenyes", "Tarantas", etc. Al "Fandango" i als seus derivats se'ls denominen "Cante Chico" i als pals que no cedeixen el pas a cap altre més se'ls denomina "Cante Grande". Aquest estil, fent referència al cant, es pot dir que gairebé cada poble li dona el seu toc personal. Això, però, no passa amb el toc guitarrístic, ja que aquest està més generalitzat. Els acords corresponents a l'acompanyament sempre són els mateixos, excepte en petites excepcions. L'únic que ha de saber el guitarrista és per on es vol començar a cantar i si és per dalt o pel mig.